# Lampides paralectus
Lampides paralectus är en fjärilsart som beskrevs av Grose-smith och Kirby 1897. Lampides paralectus ingår i släktet Lampides och familjen juvelvingar. Inga underarter finns listade i Catalogue of Life.